# Суханов, Сергей Германович
Серге́й Ге́рманович Суха́нов (2 февраля 1953 года, Нижний Тагил, СССР — 24 июля 2015, Пермь, Россия) — советский и российский кардиохирург, доктор медицинских наук (1993), профессор, заслуженный врач Российской Федерации, главный врач пермского Федерального центра сердечно-сосудистой хирургии.

## Биография
Окончил Пермский государственный медицинский институт по специальности «лечебное дело». Начал работать врачом-интерном медсанчасти № 1 Перми. Далее был аспирантом кафедры госпитальной хирургии Пермского государственного медицинского института; затем врачом-хирургом Пермской областной клинической больницы; ассистентом, затем доцентом кафедры хирургических болезней лечебного факультета ПГМУ, профессором кафедры ФУВ ПГМУ.
В 1999 году по его инициативе создан центр сердечно-сосудистой хирургии, преобразованный в 2001 году в областную клиническую больницу № 2 «Институт сердца» и организован филиал НЦССХ им. А. Н. Бакулева РАМН (2005 г.). Был доверенным лицом В. В. Путина в ходе его избирательной кампании на президентских выборах 2012 года.
Умер 24 июля 2015 года в Перми от рака. Похоронен на Северном кладбище Перми.

## Научная деятельность
Являлся инициатором и автором областной целевой программы «Профилактика и лечение артериальной гипертонии, развитие инвазивной кардиологии и сердечно-сосудистой хирургии в г. Перми». Под его руководством в Перми запущены программы по кардиохирургии с участием крупнейших клиник США, Израиля и Швейцарии.
Получил признание в России и за рубежом как оперирующий хирург, только в 2005 году им лично было проведено более 1200 операций на сердце. Руководил подготовкой 14 кандидатов медицинских наук и 1 доктора медицинских наук, опубликовал более 200 научных работ, среди которых монография и 4 книги.

### Членство в организациях
- Правление Российского общества ангиологов и сосудистых хирургов.
- Межведомственная комиссия и научный совет Минздравсоцразвития РФ по сердечно-сосудистой хирургии.
- Проблемная комиссии по экстренной хирургии сосудов НЦХ РАМН.
- Специализированный научный совет Пермской государственной медицинской академии.
- Европейская ассоциация кардиоторакальных хирургов.
- Главный сердечно-сосудистый хирург Пермской области.

## Семья
Сын Михаил (род. 1981) — кардиохирург, работал заведующим отделением в Федеральном центре сердечно-сосудистой хирургии Минздрава РФ в Перми, заместителем главного врача по хирургической помощи в Кировской областной клинической больнице, заместителем главного врача по хирургической помощи в Городской клинической больнице № 4, главным врачом Березниковской городской (краевой) больницы им. Е. А. Вагнера; 2019 год — заместитель министра здравоохранения Пермского края. С 2022 года является главным врачом в Краевой больнице № 9 им. Тверье.

## Память
- На фасаде здания хирургического отделения в Перми (улица Луначарского, 95Б) установлена памятная доска с барельефом «В этом здании с 1995 по 2012 год работал выдающийся российский кардиохирург, создатель пермской школы сердечно-сосудистой хирургии, профессор Сергей Германович Суханов».
- Приказом министра здравоохранения Российской Федерации В. И. Скворцовой от 1 февраля 2016 года Центру сердечно-сосудистой хирургии в г. Перми официально присвоено имя его основателя и первого главного врача профессора Сергея Германовича Суханова.
- ФГБУ «ФЦССХ им. С. Г. Суханова» Минздрава России (г. Пермь)
- В Перми именем Суханова С. Г. названа улица — ул. Хирурга Сергея Суханова (часть бывшей улицы Максима Горького)

## Награды
- Заслуженный врач Российской Федерации
- Орден Дружбы (2007)
- Почетный гражданин Пермской области
- Премия имени академика РАМН В. И. Бураковского
- За вклад в охрану здоровья работников авиакосмического комплекса награждён золотыми медалями К. Э. Циолковского, С. Г. Королева, Ю. А. Гагарина.